# Камбона, Оскар
Оскар Салафииль Камбона (суахили Oscar Salathiel Kambona); 13 августа 1928, дер. Квамбе, регион Мбинга, подмандатная Танганьика — 3 июня 1997, Лондон, Великобритания) — танзанийский государственный деятель, министр иностранных дел Республики Танзания (1963—1966).

## Биография

### Ранние годы
Родился в семье преподобного Дэвида Камбоны, принадлежавшего к первой группе африканских священников, которые были назначены англиканской церкви Танганьики. 
Начальное школьное образование получил в домашних условиях, поскольку его родители и дядя были учителями. Затем его отправили в среднюю школу Святого Барнабаса в Лиули на юге Танганьики, недалеко от его дома. Он также посещал среднюю школу в Додоме в центральной Таганьике. За его обучение заплатил британский англиканский епископ, поскольку у семьи не было денег на его обучение. Затем его отобрали для продолжения образования в старшей государственной школе для мальчиков в Таборе, где он впервые встретился с Джулиусом Ньерере, который уже преподавал в католической школе Святой Марии в городе Табора.
В годы борьбы за независимость от становится генеральным секретарем ТАНУ, став вместе с Ньерере одним из двух наиболее значимых лидеров национально-освободительного движения.

### Политическая карьера

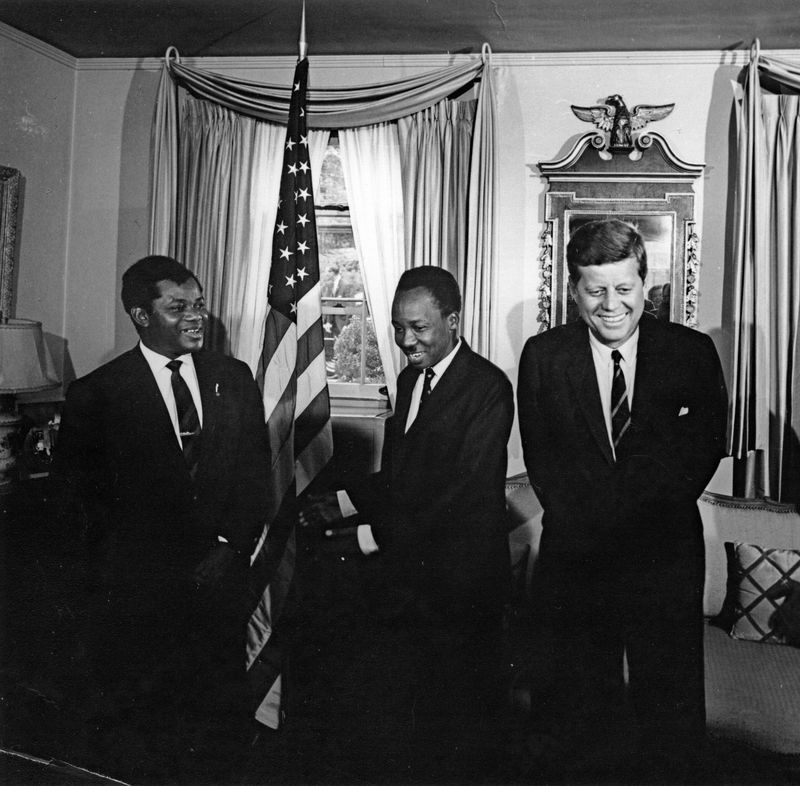
Оскар Камбона и президенты Джулиус Ньерере и Джон Кеннеди

После провозглашения независимости страны он с самого начала рассматривался как наиболее вероятный преемник Ньерере на посту президента, если тот по какой-то причине оставит этот пост. Многие люди стремились следить такую же как у него прическу, копируя «стиль Камбоны».  
Занимал ключевые должности в правительстве страны:
- 1960—1961 гг. — министр образования,
- 1962—1963 гг. — министр внутренних дел,
- 1963—1966 гг. — министр иностранных дел,
- 1964 г. — министр обороны,
- 1966—1967 гг. — министр по делам регионов,
- 1967 г. — министр местного самоуправления и развития сельских районов.

Его позиции заметно усилились, когда, будучи министром обороны в 1964 г., он успокоил солдат, которые угрожали свергнуть правительство. Несмотря на то, что своими действиями он спас главу государства, тот начал относится к нему с опаской. Следующим шагом к конфликту двух политиков стало решение 1965 г. о введении в стране однопартийной политической системы, которое Камбона поддержал с явным нежеланием. Он был против создания системы, которая исключала бы механизм, гарантирующий изменение правительства конституционным путем. Он также утверждал, что исчезает ограничение от превращения государства в диктатуру.
Решающий разрыв произошел после того, как в феврале 1967 г. была принята Арушская декларация, программный документ партии Африканского национального союза Танганьики (ТАНУ), который содержал программу революционно-демократических преобразований с ориентацией на строительство социализма. Политик выступил против таких фундаментальных изменений и утверждал, что правительству следует сначала запустить экспериментальную модель, чтобы выяснить, будет ли новая политика работать в национальном масштабе. Основным предметом публичных дискуссий стал вопрос о коллективизации сельских общин по аналогии с израильскими кибуцами. Особо острыми стали отношения Камбоны с вице-президентом страны Рашиди Кававой.
Однако в основе политического противостояния было то, что Камбона была противником социалистического выбора. В частности, он выступал против китайского коммунистического влияния в Танзании и считал, что именно после визита в КНР в 1965 г. президент Ньерере взял курс на создание однопартийной политической системы.

### В эмиграции
Через несколько месяцев, в июле 1967 г., он покинул Танзанию вместе со своей женой и детьми и отправился в «самоопределенную» ссылку в Лондоне. Через некоторое время его дом был разрушен, что было интерпретировано, как сигнал возможным сторонниками политика — его поддержка внутри Танзании больше невозможна. Также были арестованы и провели несколько лет в заключении два его младших брата. 
Президент Ньерере на публичном митинге в столице столицы Дар-эс-Саламе рассказал о поступке Камбоне и сказал: «Мы его отпустили». Он также сказал, что политик уехал с большой суммой денег и задался вопросом, откуда у него доходы, которые не соответствовали его зарплате. Эти обвинения были повторены и конкретизированы в обвинении в незаконном присвоении части средств, собранных для освободительной борьбы в Южной Африке, когда январе 1968 г. президент Ньерре предложил Камбоне вернуться в Танзанию и дать показания перед судом. Тот в свою очередь попросил правительство Танзании провести публичное расследование его личного состояния и опубликовать результаты. Правительство этого не делало. Тем более, что большую часть своей жизни в эмиграции он провел в субсидированном жилье для семей с низким доходом.
Находясь в Лондоне, он выступал с критикой режима Ньерере. В частности, во время своего лекционного тура в Нигерии в июне 1968 г. он осудила Ньерре как диктатора и обвинил правительство Танзании в поставке оружия непризнанному государству Биафра. Вслед за этим ему было предложено организовать военный переворот, который должен был произойти в октябре 1969 г. Однако все предполагаемые заговорщики были арестованы до этой даты, кроме самого Камбоны, проживавшего в Лондоне.
Предполагаемые заговорщики были обвинены в государственной измене. Главным свидетелем судебного разбирательства был Потлако Лебалло, президент Панафриканского конгресса (ПАК), южноафриканской освободительной группы, базирующейся в Дар-эс-Саламе, Танзания. Камбона был первым обвиняемым и был обвинен в заочной форме. Поскольку он не явился в суд во время разбирательства, то не был осужден, суд не считался справедливым без предоставление обвиняемому возможности защиты. При этом главные обвиняемые — братья Чипака были кузенами Оскара Камбоны.

### Возвращение в Танзанию
Только в 1992 г., после того, как в стране была провозглашена многопартийная демократическая система, он вернулся на родину, став наиболее заметной фигурой в рядах оппозиции. В ответ правительство развернуло кампанию по его дискредитации. Появилось утверждение, что он никогда не был гражданином Танзании, приписывая ему то малайское, то мозамбикское гражданство. На этом основании был аннулирован его паспорт. Однако под давлением общественного мнения паспорт политику был возвращен. Разочарование его сторонников вызвал тот факт, что он не смог привести доказательств коррупции президента Ньерере и его окружения, о которых заявлял, находясь в эмиграции.